# Carea borneonis
Carea borneonis är en fjärilsart som beskrevs av Embrik Strand 1917. Carea borneonis ingår i släktet Carea och familjen trågspinnare. Inga underarter finns listade i Catalogue of Life.